# Champcueil
Champcueil település Franciaországban, Essonne megyében. Lakosainak száma 2873 fő (2022. január 1.). Champcueil Chevannes, Auvernaux, Ballancourt-sur-Essonne, Baulne, Mondeville, Nainville-les-Roches és Soisy-sur-École községekkel határos.

## Népesség
A település népességének változása:
| Lakosok száma | 2851 | 2864 | 2925 | 2867 | 2864 | 2867 | 2880 | 2893 | 2873 |
|               | 2013 | 2015 | 2016 | 2017 | 2018 | 2019 | 2020 | 2021 | 2022 |